# Гомеотелевтон
Гомеотеле́втон, гомеотеле́вт (от греч. ὁμοιοτέλευτος: ὅμοιος — «подобный» — и τελευτή — «окончание») — вид морфемного повтора, при котором на относительно небольшом отрезке текста встречается значительное количество слов с одинаковой финальной частью. Рассматривается как одна из разновидностей гомеологии (стилистического приёма, заключающегося в повторении однотипных морфем).

## Гомеотелевтон и рифма
Необходимо различать гомеотелевтон и рифму (хотя некоторые авторы, напротив, сближают эти два явления: так, Бернар Дюприе считает рифму частным случаем гомеотелевтона, а гомеотелевтон — рифмой, включённой в прозаический текст). Однако в отличие от рифмы гомеотелевтон не обязательно сопровождается близким фонетическим созвучием; кроме того, обязательным условием реализации этой фигуры является полная морфологическая и синтаксическая однородность его структурных элементов.

## Функционирование в тексте
Гомеотелевты появляются в античной прозе как риторический приём, призванный возвысить речь, сделать её торжественной и значимой, усилить её способность воздействовать на слушателя. Кроме того, гомеотелевтон часто сочетается с перечислением и усиливает экспрессивные возможности этого приёма. Э. М. Береговская отмечает, что гомеотелевтон способен обогащать смысл ключевых слов путём установления неожиданных семантических ассоциаций, стимулировать создание окказионализмов и придавать речи людический оттенок.

## Примеры гомеотелевтов
Иисусе пресильный, прародителей избавление. Иисусе пресладкий, патриархов величание; Иисусе преславный, верных укрепление. Иисусе прелюбимый, пророков исполнение.
— из акафиста Иисусу Сладчайшему

Царь и Бог! Простите малым —

Слабым — глупым — грешным — шалым,

В страшную воронку втянутым,

Обольщённым и обманутым!
— М. Цветаева

… это то место, куда швыряют, так уж и быть, обноски, обрезки, объедки, опивки, очистки, ошмётки, обмылки, обмусолки, очитки, овидки, ослышки и обмыслёвки.
— Т. Толстая, Лимпопо